# Собор Святого Івана Хрестителя (Вроцлав)
Собор Святого Івана Хрестителя у Вроцлаві (пол. Archikatedra św. Jana Chrzciciela we Wrocławiu) — кафедральний собор Вроцлавської архідієцезії Римо-католицької церкви в Польщі, розташований на Тумському острові в центрі Вроцлава.
Цегляна церква на місці сучасного костелу існувала ще в X столітті, про що свідчать знайдені 1996—1997 залишки фундаменту старої церкви. Сучасна будівля веде свою історію з 1242-1272 років, кафедра у готичному стилі була збудована єпископом Томашем І і вважається найстаршою готичною святинею в Польщі. Пізніше храм багаторазово добудовувався, страждав від пожеж 1540 і 1759 року, а навесні 1945 року на 70 % був знищений червоноармійцями. Відбудований 1951 року.

## Галерея

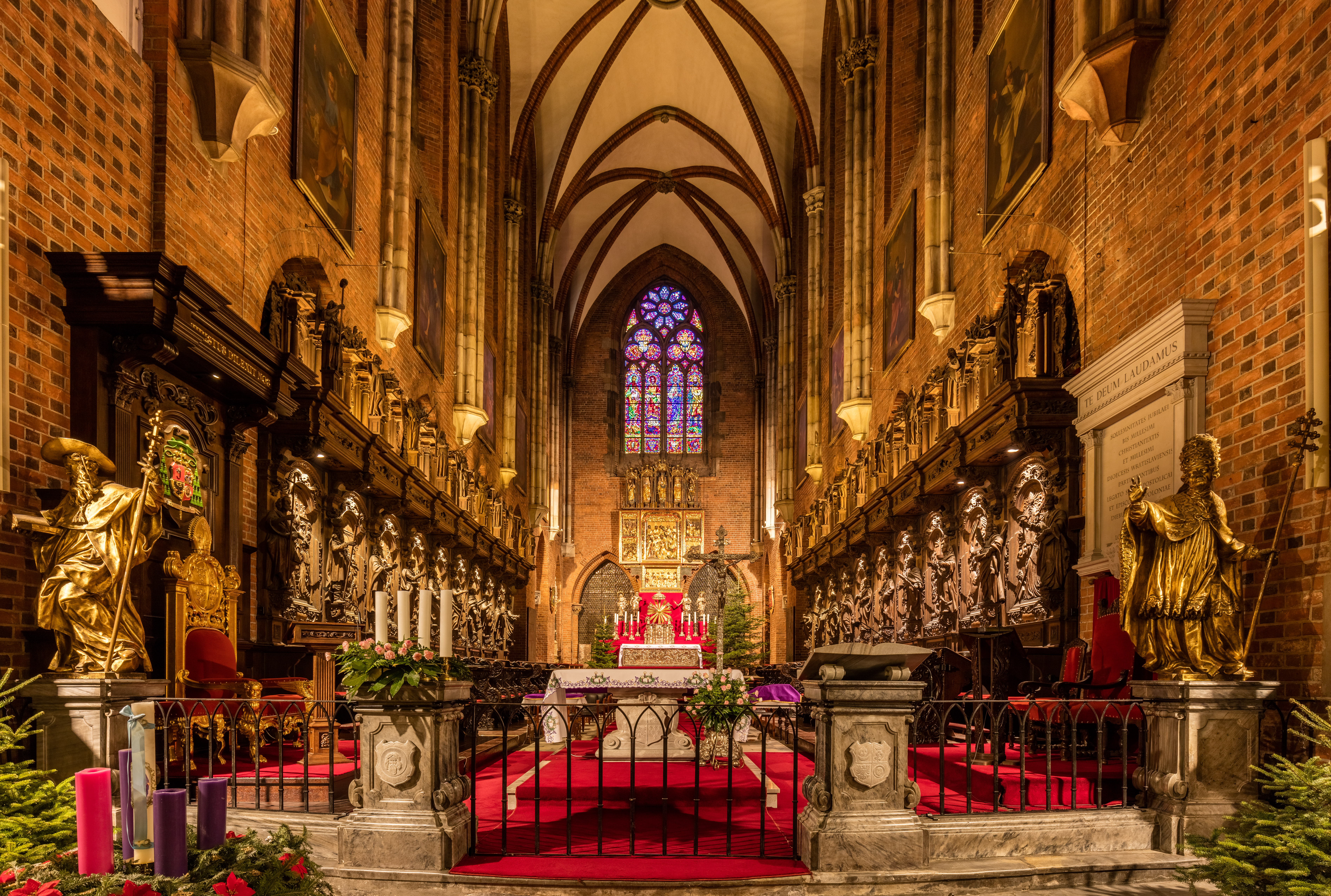
Інтер'єр собору Іоанна Хрестителя у 2017 році.